# Волтер Хил
Волтер Весли Хил (енгл. Walter Wesley Hill, 10. јануара 1942, Лонг Бич, Калифорнија) амерички је филмски редитељ, сценариста и продуцент. Био је асистент режије у филмовима Афера Томаса Крауна (Норман Џуисон, 1968) и Узми паре и бежи (Вуди Ален, 1969), затим се бавио писањем сценарија (Бекство, 1972, режија: Сем Пекинпо, Човек из Аустралије, 1973, режија: Џон Хјустон). Као редитељ се истакао филмовима Ратници подземља (1979), Јахачи на дуге стазе (1980), Јужњачка утеха (1981), 48 сати (1982), Црвено усијање (1988), Џеронимо (1993), Последњи осветник (1996).
Ожењен је са Хилди Готлиб са којом има ћерке Џоану и Миранду.
„(Хилови) сценарији имају дозу црног хумора, жанровски су чврсти, а у фабули, класична нарација је обогаћена модерном иконографијом“.
„Као редитеља га карактерише редукован стил у маниру класичне холивудске традиције — статична камера, велик број кадрова, дискретно осветљење — нпр. једног Форда, Хокса, Волша и можда најпре Пекинпоа (мушкарци пролазе кроз основне испите спремности и одважности), а донекле и Куросаве. Мајстор тзв. „уличног“ или „градског вестерна“ у којима најчешће варира тему губитника и у којем заправо демистификује насиље.“